# 坪輋路
坪輋路（英語：Ping Che Road）是一條位於香港新界北區的道路，呈南北走向，南起沙頭角公路馬尾下段近孔嶺，北至蓮麻坑路，全長約3.7公里。

## 歷史
打鼓嶺一帶因接近深圳河邊境地帶，於1950年代被劃為禁區。該地鄉民因感出入不便，向港英政府陳情，要求修築一條「內線公路」，由孔嶺附近一段沙頭角公路向北伸延至打鼓嶺。
港英政府於1957年4月1日正式動工興建有關道路。媒體最初稱之為「孔嶺公路」，其後報導則多以「打鼓嶺內線公路」稱呼該路。當局原計劃以半年時間完成工程，惟當地於施工期間遭遇暴雨，以致工程出現延誤。孔嶺至坪輋一段於1958年初開放，而坪輋至打鼓嶺一段則於1960年3月13日正式通車。
道路落成後，打鼓嶺鄉民於1961年向理民府請願，要求九巴開設巴士路線行走新路。九巴於同年8月5日開辦29號路線（即現在的79K線）來往上水及打鼓嶺，有關報導將該段道路稱為「平輋路」。
坪輋路第一期原為單線行車路，沿途設有會車處供對向車輛互相通過；而第二期則於興建時已為雙線車道。當局於1971年把坪輋路第一期路段亦擴闊為雙線。另外，該路第二期通車前，當局擬於中段金釵地設置禁區檢查站，經鄉民請願後，當局改設檢查站於較北面的簡頭圍。特區政府於2016年縮減禁區範圍，該檢查站因而停用。其後檢查站在其上蓋被一輛吊臂車撞毀後即行拆卸。
2025年6月，有皇后山邨居民發現其居所食水中出現黑色顆粒，並獲傳媒報導；其後香港浸會大學對有關食水樣本進行化驗，結果顯示有關顆粒由瀝青組成。時任水務署署長黃恩諾於6月6日表示瀝青沉澱物可能源於皇后山以北約2.6公里處一條於1987年鋪設的鋼質水管，並在立法會議員劉國勳陪同下往有關地區視察，得悉問題水管位於坪輋路地底。水務署其後向北區區議會建議於坪輋路鋪設臨時喉管，並排期於2025年年底正式更換有問題的水管。